# Újcsanálos
Újcsanálos é um município da Hungria, situado no condado de Borsod-Abaúj-Zemplén. Tem 12,2 km² de área e sua população em 2015 foi estimada em 861 habitantes.